# 43.º distrito congresional de California
El 43.º distrito congresional es un distrito congresional que elige a un Representante para la Cámara de Representantes de los Estados Unidos por el estado de California. Según la Oficina del Censo, en 2011 el distrito tenía una población de 737 756 habitantes. Actualmente el distrito está representado por la Demócrata Maxine Waters.

## Geografía
El 43.º distrito congresional se encuentra ubicado en las coordenadas 33°54′11″N 118°20′11″O / 33.9031099, -118.3363034.

## Demografía
Según la Oficina del Censo de los Estados Unidos, en 2011 había 737 756 personas residiendo en el 43.º distrito congresional. De los 737 756 habitantes, el distrito estaba compuesto por 415 342 (56.3%) blancos; de esos, 390 261 (52.9%) eran blancos no latinos o hispanos. Además 77 159 (10.5%) eran afroamericanos o negros, 6 641 (0.9%) eran nativos de Alaska o amerindios, 30 815 (4.2%) eran asiáticos, 1 344 (0.2%) eran nativos de Hawái o isleños del Pacífico, 200 422 (27.2%) eran de otras razas y 31 114 (4.2%) pertenecían a dos o más razas. Del total de la población 505 075 (68.5%) eran hispanos o latinos de cualquier raza; 448 035 (60.7%) eran de ascendencia mexicana, 5 647 (0.8%) puertorriqueña y 1 925 (0.3%) cubana. Además del inglés, 4 751 (52.9%) personas mayor a cinco años de edad hablaban español perfectamente.
El número total de hogares en el distrito era de 190 486 y el 81% eran familias en la cual el 47 tenían menores de 18 años de edad viviendo con ellos. De todas las familias viviendo en el distrito, solamente el 52.9% eran matrimonios. Del total de hogares en el distrito, el 6.7 eran parejas que no estaban casadas, mientras que el 0.3% eran parejas del mismo sexo. El promedio de personas por hogar era de 3.84. 
En 2011 los ingresos medios por hogar en el distrito congresional eran de US$43 983, y los ingresos medios por familia eran de US$58 031. Los hogares que no formaban una familia tenían unos ingresos de US$38 935. El salario promedio de tiempo completo para los hombres era de US$36 331 frente a los US$31 877 para las mujeres. La renta per cápita para el distrito era de US$15 143. Alrededor del 21.1% de la población estaban por debajo del umbral de pobreza.